# James Grogan
James David Grogan, detto Jim (Tacoma, 7 dicembre 1931 – San Bernardino, 3 luglio 2000), è stato un pattinatore artistico su ghiaccio statunitense.

## Palmarès
| Evento                       | 1947 | 1948 | 1949 | 1950 | 1951 | 1952 | 1953 | 1954 |
| ---------------------------- | ---- | ---- | ---- | ---- | ---- | ---- | ---- | ---- |
| Giochi olimpici invernali    |      | 6°   |      |      |      | 3°   |      |      |
| Campionati mondiali          |      | 5°   | 4°   |      | 2°   | 2°   | 2°   | 2°   |
| North American Championships | 2°   |      | 2°   |      | 2°   |      |      |      |
| Campionati statunitensi      | 3°   | 2°   | 2°   |      | 2°   | 2°   |      |      |